# Franco Faccio
Répertoire
- Aida de Giuseppe Verdi (1871)
- Simon Boccanegra (1881)
- Otello (1887),
- Gioconda d'Amilcare Ponchielli,
- Dejanice d'Alfredo Catalani,
- Edgar de Giacomo Puccini

Franco Faccio est un compositeur, chef d'orchestre et pédagogue italien né le 8 mars 1840 à Vérone (Royaume lombard-vénitien) et mort le 21 juillet 1891 à Monza (Royaume d'Italie) essentiellement connu pour avoir dirigé les opéras de Giuseppe Verdi.

## Biographie
Après des études musicales à Milan, Franco Faccio commence sa carrière par la composition d'I profughi fiamminghi sur un livret d'Emilio Praga, créé à la Scala en 1863 et d' Amleto, sur le texte d'Arrigo Boito tiré de l'œuvre de William Shakespeare, créé à Milan en 1865 et révisé en 1871. Aucun de ces deux opéras ne réussit à atteindre le succès auprès de la critique ou du public. Toutefois, la « Marche funèbre » composée pour Amleto est considérée comme un important exemple du lyrisme de Faccio. Ce sont ses transcriptions pour ensemble à vent qui lui permirent de rencontrer la notoriété.
En 1867 Faccio est nommé directeur du Conservatoire de Milan puis de la Scala où il occupe cette charge de 1871 à 1890 (il sera également directeur du Conservatoire Arrigo Boito de Parme) et où il fera découvrir Richard Wagner (Lohengrin, 1873) après avoir dirigé la première représentation italienne d' Aida de Giuseppe Verdi (1871). Il est encore à la baguette pour la version révisée de Simon Boccanegra (1881), puis pour les premières d' Otello (1887), de Gioconda d'Amilcare Ponchielli, de Dejanice d'Alfredo Catalani, d'Edgar de Giacomo Puccini. Il dirige également à Berlin, Londres, Paris (Boccanegra en 1883 au Théâtre des Italiens).
Franco Faccio a eu une longue relation avec la soprano Romilda Pantaleoni.

## Sources
- (en) Cet article est partiellement ou en totalité issu de l’article de Wikipédia en anglais intitulé « Franco Faccio » (voir la liste des auteurs).

- (it) Cet article est partiellement ou en totalité issu de l’article de Wikipédia en italien intitulé « Franco Faccio » (voir la liste des auteurs).